# Karate ai XIII Giochi del Mediterraneo
I tornei di  Karate ai XIII Giochi del Mediterraneo di Bari 1997 hanno previsto competizioni individuali sia maschili che femminili, per un totale di 13 medaglie d'oro.

## Risultati

### Uomini
| Evento       | Oro                | Argento                   | Bronzo                                  |
| fino a 60 kg | David Luque        | Damien Dovy               | Ali Benterki Hakan Yagli                |
| fino a 65 kg | Reda Benkaddour    | Joel Barst                | Sabeur Kriou Daniele Simmi              |
| fino a 70 kg | Alexandre Biamanti | Cesar Martinez            | Claudio Della Rocca Haldun Alagas       |
| fino a 75 kg | Gennaro Talarico   | Michael Braun             | Konstantinos Papadopoulos Ahmed Badouh  |
| fino a 80 kg | Gilles Cherdieu    | Zeynel Celik              | Jose Antonio Maura Nolla Edgardo Artini |
| oltre 80 kg  | Davide Benetello   | Alain Le Hetet            | Ibrahim Ercin Oscar Olivares            |
| open         | Christophe Pinna   | Konstantinos Papadopoulos | Veselin Micovic Salvatore Loria         |

### Donne
| Evento       | Oro               | Argento            | Bronzo                           |
| fino a 50 kg | Michela Nanni     | Maria Dolores Hoz  | Neda Tavassoli Ozden Gokalp      |
| fino a 55 kg | Roberta Sodero    | Patricia Chereau   | Estefania Garcia Polona Vilar    |
| fino a 60 kg | Chiara Stella Bux | Nathalie Leroy     | Movma El Ayat Leyla Gedik        |
| fino a 65 kg | Rosa Ortega       | Sophie Jean Pierre | Roksanda Lazarevic Roberta Minet |
| oltre 65 kg  | Zaira Sottanelli  | Beatriz Perez      | Nurhan Firat Theodora Dougeni    |
| open         | Yildiz Aras       | Sonia Gomez        | Corinne Terrine Roberta Minet    |

## Medagliere
| Posizione | Paese      |    |    |    | Totale |
| --------- | ---------- | -- | -- | -- | ------ |
| 1         | Italia     | 6  | 0  | 6  | 12     |
| 2         | Francia    | 3  | 7  | 2  | 12     |
| 3         | Spagna     | 2  | 4  | 3  | 9      |
| 4         | Turchia    | 1  | 1  | 6  | 7      |
| 5         | Algeria    | 1  | 0  | 1  | 2      |
| 6         | Grecia     | 0  | 1  | 2  | 3      |
| 7         | Tunisia    | 0  | 0  | 2  | 2      |
| 8         | Jugoslavia | 0  | 0  | 2  | 2      |
| 9         | Marocco    | 0  | 0  | 1  | 1      |
|           | Slovenia   | 0  | 0  | 1  | 1      |
| Totale    | Totale     | 13 | 13 | 26 | 52     |